# Oorlagh George

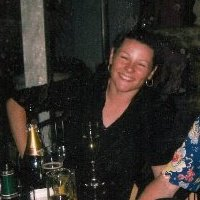
Oorlagh George

Oorlagh Marie George (* 7. Juli 1980) ist eine US-amerikanisch-nordirische Filmproduzentin. Sie gewann 2012 einen Oscar in der Kategorie Bester Kurzfilm.

## Leben
George wirkte ab 2000 als Produktionsassistentin bei einzelnen Folgen der Serien The District – Einsatz in Washington und America Undercover  sowie verschiedenen Filmen mit. In der Folgezeit arbeitete sie u. a. als Assistentin von Schauspieler Clive Owen in den Filmen Inside Man, Shoot ’Em Up, The International, Duplicity – Gemeinsame Geheimsache und The Boys Are Back – Zurück ins Leben und für Eric Bana in München.
Für den oscarnominierten Film Hotel Ruanda ihres Vaters, den Filmemacher Terry George, war sie 2004 als Produktionsleiterin in Ruandas Hauptstadt Kigali tätig. 
Gemeinsam mit ihrem Vater produzierte sie 2011 auch den Kurzfilm The Shore. Ihr Vater führte dabei Regie und schrieb das Drehbuch. Der Film handelt von zwei Jugendlichen, die sich während des Nordirlandkonfliktes aus den Augen verlieren und viele Jahre später wiedertreffen. Bei der Oscarverleihung 2012 gewann George für diesen Film zusammen mit ihrem Vater einen Oscar in der Kategorie Bester Kurzfilm.

## Filmografie
- 2011: Die Küste (The Shore)